# Ізбиця (архітектура)

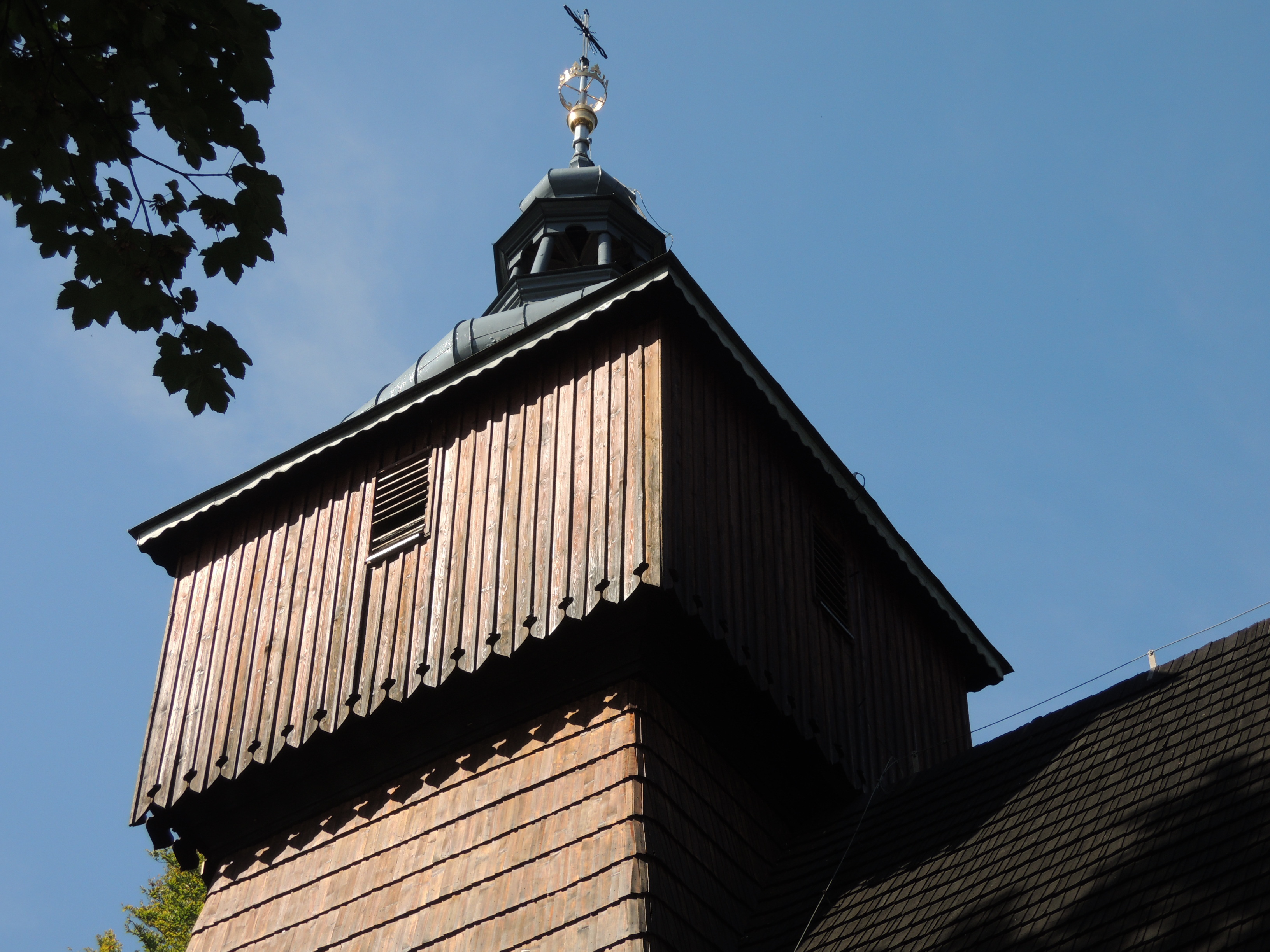
Обшита тесом ізбиця на дзвіниці церкви Здвиження, с. Стара Весь, Польща.

Ізбиця (біл. ізбіца, ізьбіца) — архітектурний елемент у вигляді зрубу, кліті. Відома в дерев'яному зодчестві земель Речі Посполитої (України, Білорусі й Польщі) в XVI—XVII століттях. Частіше за все ізбицею називали зрубну надбудову над замковою вежею, увінчану шатром, що трохи виступала за периметр мурів вежі й була оточена бійницями типу машикулів чи підсябиттів. Також так називали зруб, що ставився перед воротами у рові для укладання на ньому мостового настилу.
У польській мові словом izbica могли також називати городню.